# Lycidola palliata
Lycidola palliata är en skalbaggsart som först beskrevs av Johann Christoph Friedrich Klug 1825.  Lycidola palliata ingår i släktet Lycidola och familjen långhorningar. Inga underarter finns listade i Catalogue of Life.